# William Stott
Pour les articles homonymes, voir Stott.
William Stott, né le 20 novembre 1857 à Oldham et mort en mer le 25 février 1900 entre Londres et Belfast, est un peintre britannique. 

## Biographie

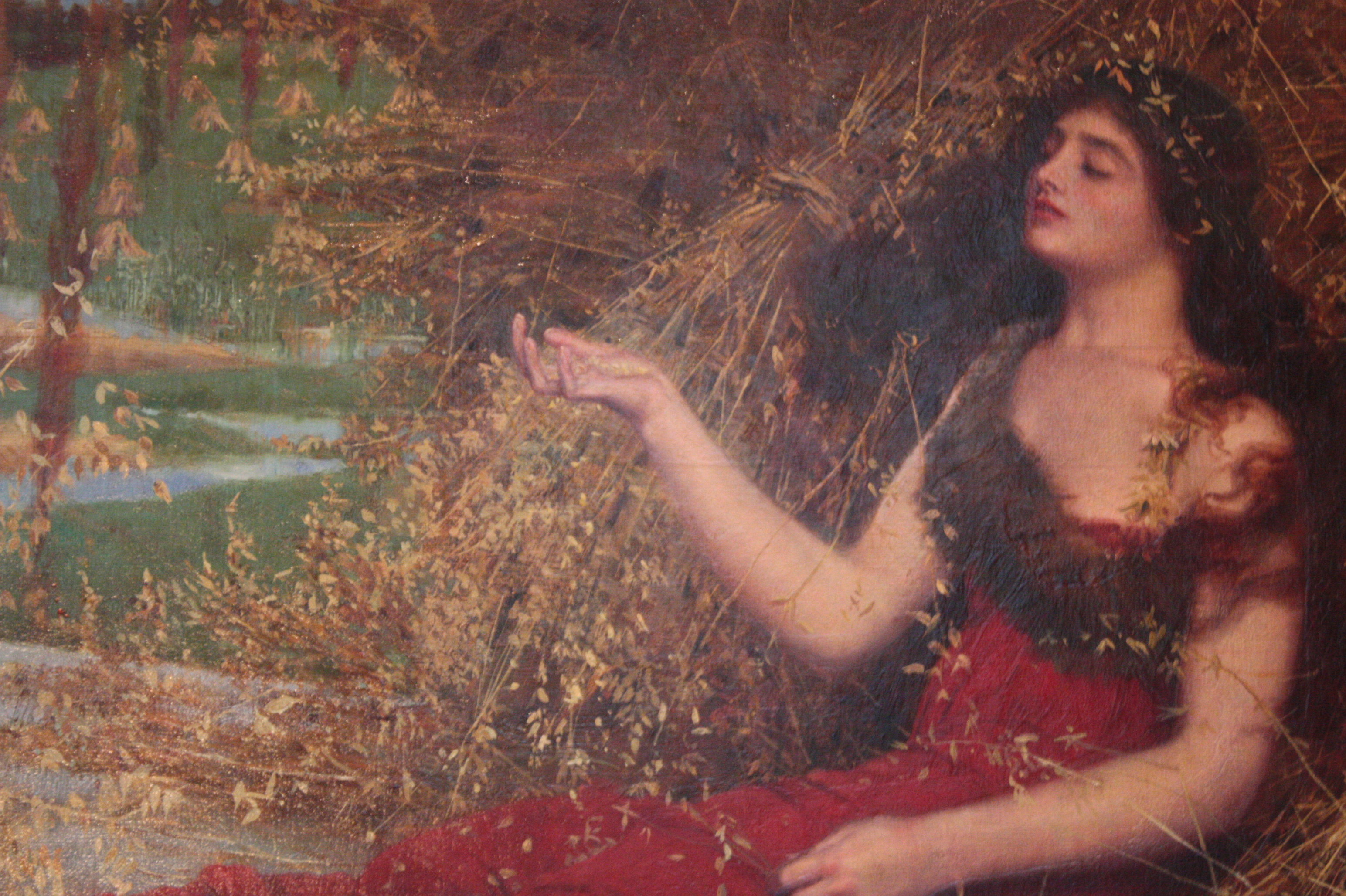
Autumn par William Stott of Oldham, 1898 (détail)

Né le 20 novembre 1857, il est le fils d'un propriétaire d'une filature de coton d'Oldham.
Après des études à Oldham et à la Manchester School of Art (en), il se rend à Paris et étudie auprès du peintre français Jean-Léon Gérôme. Il connait un succès rapide et expose régulièrement au Salon de Paris. Il est un membre influent de la colonie d'artistes de Grez-sur-Loing, populaire auprès des artistes anglais, irlandais, écossais et américains. C'est là qu'il peint Le Passeur, de nos jours dans les collections du Tate. En 1889, il organise une exposition personnelle à la galerie Durand-Ruel, célèbre pour ses expositions d'impressionnistes français . À son retour en Angleterre, il devient un disciple et un ami proche du peintre James Abbott McNeill Whistler, jusqu'à ce que son tableau de la maîtresse de Whistler, représentée nue en « Vénus née de l'écume de mer », provoque une rupture entre eux.
Pendant la majeure partie de sa carrière, Stott peint des paysages, mais à la fin des années 1880, il commence à s'orienter vers des tableaux impliquant des figures classiques et des thèmes allégoriques, tels que La Nymphe de 1886 et La Naissance de Vénus de 1887. Il travaille à l'huile, à l'aquarelle et au pastel.
À partir de 1882, Stott signe toujours « d'Oldham » – à la fois pour se distinguer d'un autre fils lancastrien d'un propriétaire de moulin, Edward Stott (en) (1855-1918) et pour reconnaître ses racines d'Oldham.
Walter Sickert le décrit comme « l'un des deux plus grands peintres vivants du monde ».
Il meurt subitement alors qu'il voyage sur un ferry de Londres à Belfast le 25 février 1900.

## Œuvres
- Le Passeur (The Ferryman) (1881), Tate Britain[6]
- Girl in a Meadow, Tate Gallery
- Awakening of the Spirit of the Rose, Manchester Art Gallery
- A Summer's Day, Manchester Art Gallery
- Portrait of Mrs William Stott, Manchester Art Gallery
- The Alps at Night, Walker Art Gallery, Liverpool
- An October Morning, National Gallery of Ireland, Dublin
- Portrait of T. Millie Dow, National Gallery of Scotland, Édimbourg[2]
- My Father and Mother, Gallery Oldham
- The White Mountain, Gallery Oldham
- Venus Born of the Sea Foam, Gallery Oldham
- A Freshet, Gallery Oldham
- Pastoral, Gallery Oldham